# Wisielec (Pasmo Radziejowej)

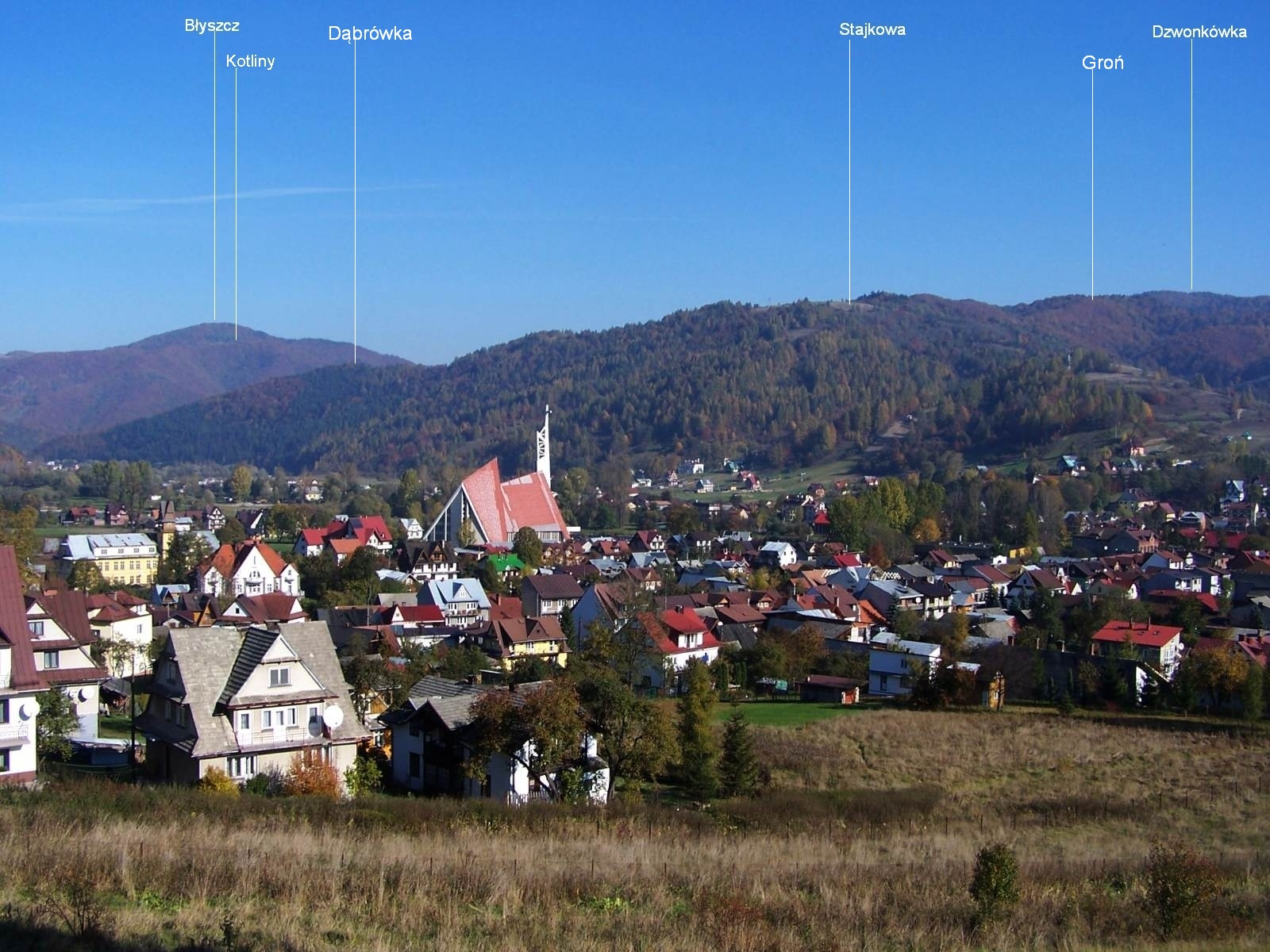
Widok z Pienin

Wisielec (Wisielce, Wisieluchy) (870 m) – niewybitny szczyt w Beskidzie Sądeckim, w zachodniej części Pasma Radziejowej, ok. 1100 m na południowy zachód od Dzwonkówki.

## Topografia
Wisielec jest najbliższym z wierzchołków bocznego, południowego grzbietu Dzwonkówki znajdującej się w głównym grzbiecie Pasma Radziejowej. Kolejnymi wierzchołkami są Góra Łabudowa (870 m), Załamki (730 m), Kuśmierzówka (705 m), Biała Góra (681 m) i Góra Ciżowa (649 m), dalej na południe grzbiet opada ku dolinie Dunajca między Szczawnicą a Krościenkiem nad Dunajcem. Grzbiet ten znajduje się między dolinami potoków: od zachodu Zakijowskiego (Potoku Kozłeckiego), wpadającego do Dunajca i od wschodu potoku Skotnickiego, wpadającego do Grajcarka.
Przez Wisielec biegnie granica między Krościenkiem nad Dunajcem (stok zachodni) a Szczawnicą (stok wschodni). Jest porośnięty lasem, w związku z czym nie ma walorów widokowych. Północnym zboczem wzniesienia przebiega Główny Szlak Beskidzki. Szczyt i jego zbocza znajdują się na terenie Popradzkiego Parku Krajobrazowego. Znajdują się tu m.in. objęte ochroną źródła wód mineralnych (szczawy) i buczyna karpacka.

## Historia i pochodzenie nazwy
Pierwotna, najkrótsza droga ze Starego Sącza do Krościenka prowadziła przez Dzwonkówkę. Od XVII–XIX wieku istniał na zboczu między Wisielcem a Dzwonkówką cmentarz samobójców, którzy byli tu grzebani do 1897 roku, kiedy powstał nowy cmentarz w Krościenku. Od tej daty samobójców grzebano za murkiem nowego cmentarza. Innym miejscem, gdzie grzebano samobójców, było zbocze Marszałka, na przeciwległym brzegu Dunajca (grzebano tam samobójców do 1879 roku).
Dziś pozostałości cmentarza są trudno rozpoznawalne w leśnej gęstwinie. Do niedawna na cmentarzu znajdowały się tu jeszcze 3 prymitywnie wykonane drewniane krzyże. W 2003 roku był już tylko jeden. W pobliżu można natrafić na kilka kamiennych kopców. Ich znaczenie jest niepewne. Mogło być to oznaczenie granicy między Krościenkiem, Szczawnicą i Obidzą (nota bene samobójcy właśnie z tych 3 miejscowości byli grzebani na tym cmentarzu), według Bronisława Krzana, badacza historii Krościenka, są to raczej pozostałości po grobach tutejszego cmentarza.

## Szlaki turystyczne
pieszy szlak czerwony (Główny Szlak Beskidzki) przebiega kilkaset m na północ od Wisielca
z Krościenka 2 h
z Przehyby 2 h